# Linards
Linards ist eine Ortschaft auf 475 Metern über Meereshöhe in Frankreich. Die Gemeinde gehört zur Region Nouvelle-Aquitaine, zum Département Haute-Vienne, zum Arrondissement Limoges und zum Kanton Eymoutiers. Sie grenzt im Norden an Roziers-Saint-Georges, im Nordosten an Neuvic-Entier, im Osten an Châteauneuf-la-Forêt, im Süden an Saint-Méard, im Südwesten an Glanges (Berührungspunkt) und im Westen an Saint-Bonnet-Briance.

## Geschichte
Benannt ist der Ort wohl nach dem Personennamen Linarius, einer Variante des Namens Leonard. In der Schreibweise Linars wurde der Ortsname im Jahr 1100 urkundlich erwähnt.
Das Schicksal der Ortschaft wurde zunächst durch die Adelsgeschlechter der Gain de Linards (Wappen: blauer Schild mit drei goldenen Schrägbalken) und der de Lajaumont geprägt. Beide diese, miteinander verwandten, Familien waren im 16. Jahrhundert mit dem Geschlecht der Pierre-Buffière durch Allianzen verbunden. So heiratete Jean de Lajaumont am 12. Februar 1529 eine Marguerite de Pierre-Buffière, was aber gewaltsamen Konflikten der Familien wegen Finanzfragen im Jahr 1540 nicht im Wege stand.

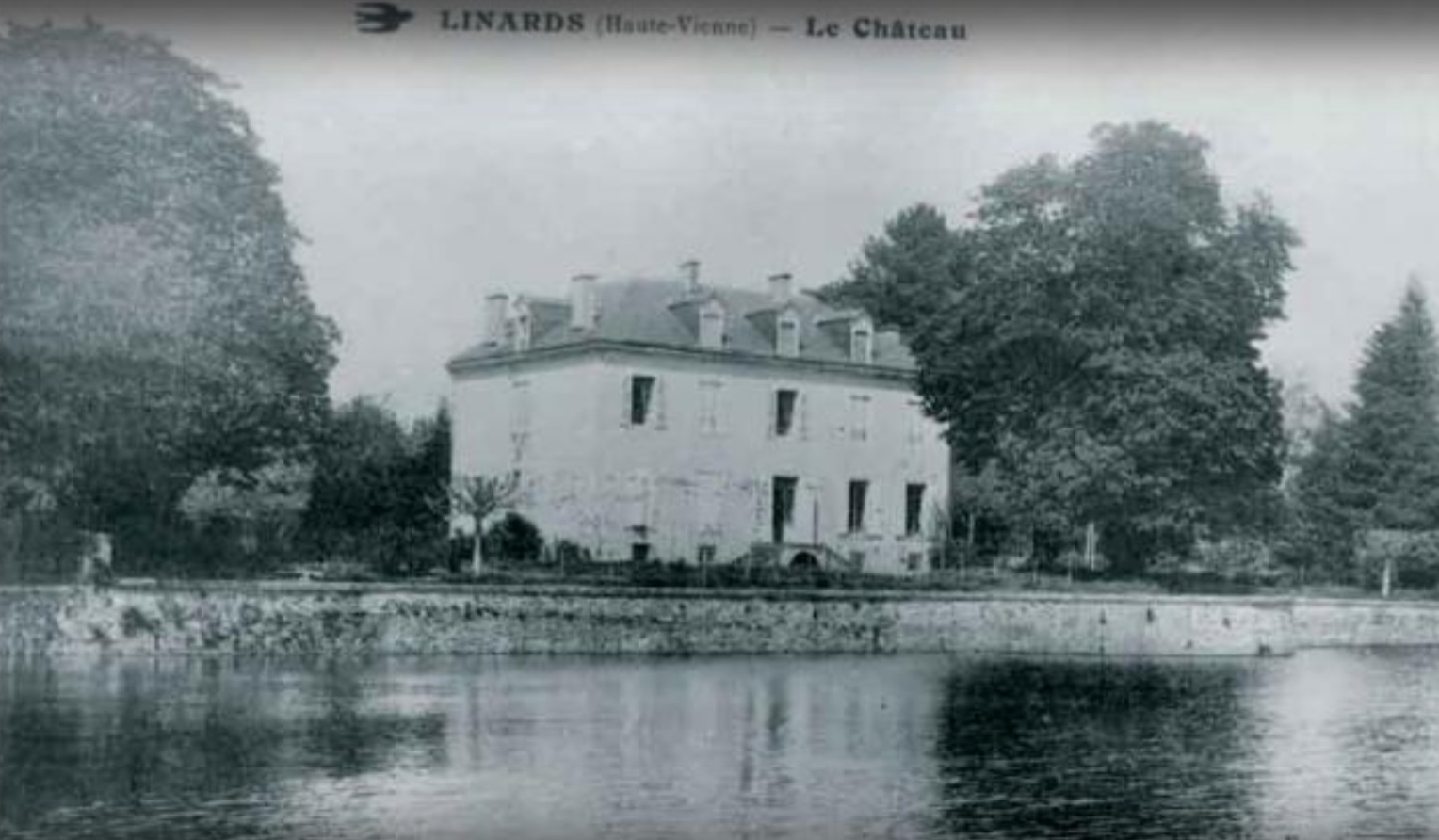
Schloss Linards, erbaut 1840 an der Stelle der einstigen mittelalterlichen Festung

Im Jahr 1593 stand Linards im Besitz von Jacob, Erbe des Foucaud de Gain de Linars (dieser war seit 1550 oder 1556 verheiratet mit Antoinette de Pons de Mirambeau († 1575), Tochter des Jean de Pons-Mirambeau († 1581), Seigneur de Plassac et Largon, und der Jeanne de Villers-Saint-Paul). Die männlichen Gain de Linards waren in Feldzügen fern der Heimat, und so stand das befestigte Château Linards unter Kontrolle der Anne de Pons, Dame de Chamberet, Gattin des Abel de Pierre-Buffière, der mutmaßlichen Schwägerin des Foucaud de Gain de Linards. Als Anne den (von Marguerite de Bourbon-Busset lange zuvor entworfenen) Ehevertrag ihrer Tochter, Marguerite de Pierre-Buffière-Chamberet, für die Heirat mit ihrem Cousin 8. Grades, Baron de Châteauneuf, unterzeichnen sollte, bei dem Marguerite bereits freiwillig oder unfreiwillig wohnte, zitierte Anne sie nach Linards und hielt sie dort fest. Marguerites künftiger Schwiegervater, Charles de Pierrebuffière-Châteauneuf, Vicomte de Comborn († vor 1606), der nach Vorsprechen bei Anne de Pons und Abliefern der Marguerite mit Waffengewalt an jeder weiteren Äußerung gehindert wurde, rief sogleich seine Vasallen und deren Leibeigene, insgesamt einige tausend Bewaffnete, zur Belagerung des Châteaus Linards. Nach beginnender Zerstörung durch Unterminieren gab Anne de Pons zum 23. Juli 1595 ihren Widerstand auf, ließ ihre Tochter Marguerite frei, und Charles de Pierrebuffière verbrachte diese kommentarlos und unverzüglich ins Schloss Châteauneuf zur Heirat.
1786 wurden das Marquisat und auch das Château Linards (Linars), nachdem es jahrhundertelang den Familien Lastours und Gain gehört hatte, von einem Monsieur Bourdeau de Lajudie, Sekretär des Königs in Limoges, käuflich erworben. Sodann stand das Château im Besitz des Paul Gabriel François Noualhier (* 1813), Sohn eines Pariser Bankiers aus dem Geschlecht der Seigneurs de La Borie. Noualhier ließ es um 1840 durch ein neu errichtetes Gebäude ersetzen, nur einige alte Stallungen blieben bestehen. Zudem war Noualhier der Bürgermeister von Linards und war im Zuge der Ereignisse von Dezember 1851 an der Entwaffnung aufständischer Bauern beteiligt.

## Bevölkerungsentwicklung
| Jahr      | 1962 | 1968 | 1975 | 1982 | 1990 | 1999 | 2008 | 2013 |
| --------- | ---- | ---- | ---- | ---- | ---- | ---- | ---- | ---- |
| Einwohner | 1459 | 1360 | 1203 | 1100 | 1059 | 1058 | 1083 | 1084 |

## Sehenswürdigkeiten
- Kirche Saint-Martin de Linards, erbaut im 12. Jahrhundert, seit dem 6. Februar 1926 ein Monument historique

## Gemeindepartnerschaft
Eine Gemeindepartnerschaft besteht mit Gravellona Lomellina in Norditalien.